# U.S. Route 13
La U.S. Route 13 è una strada statunitense fondata nel 1926, che corre per 517 miglia in direzione nord-sud dalla periferia nord di Filadelfia a poco a nord di Fayetteville. Un segmento rilevante della strada è il Chesapeake Bay Bridge-Tunnel in Virginia.
A partire dal 2004, il capolinea settentrionale è a Morrisville mentre il capolinea meridionale è la Interstate 95 a nord di Fayetteville, dove la Interstate 295 è in fase di costruzione.